# Абраам Мамиконеиц
Абраам Мамиконеиц (арм. Աբրահամ Մամիկոնեից; точные даты рождения и смерти неизвестны) — армянский церковный деятель и автор второй половины VI века, духовный предводитель Тарона, епископ из рода Мамиконян. Биографические сведения не сохранились. По просьбе агванского правителя Вачаган III Благочестивого написал «Послание Вачагану царю Агванка» и «Каноны епископа Абраама Мамиконеиц». Также сохранилось сочинение «История Эфесского собора» (арм. Պատմութիւն վասն ժողովոյն Եփեսոսի). История содержит богатый материал о теологическом споре между Кириллом Александрийским и Несторием а также о Третьем Вселенском соборе в Эфессе и обстоятельствах его созыва. В своём изложении материала Абраам проявляет симпатию к кирилло-эфесскому богословию. До наших дней дошла ещё одна редакция «Истории», которая приписывается епископу сирийской церкви Филоксеносу из города Набовк.